# Michele Marani
Michele Marani (San Marino, 16 novembre 1982) è un ex calciatore sammarinese, di ruolo centrocampista.

## Carriera
È stato più volte convocato dalla rappresentativa nazionale del suo paese.